# Coeia ijimai
Coeia ijimai är en djurart som tillhör fylumet slemmaskar, och som beskrevs av Tadahiro Takakura 1922. Coeia ijimai ingår i släktet Coeia och familjen Hubrechtidae. Inga underarter finns listade i Catalogue of Life.